# مملكة أراكال

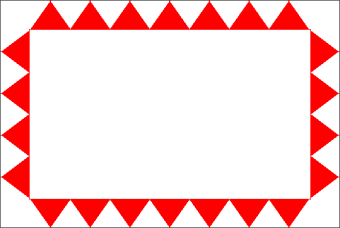
علم أراكال من القرن الثامن عشر وما بعده

كانت مملكة أراكال (مملكة كانّا نور، سلطنة لاكاديف وكانّا نور) دولة مدينة سابقة على ساحل مليبار، تحكمها سلالة تحمل الاسم نفسه. كان الملك الحاكم يدعى علي راجا («حاكم البحر») والملكة الحاكمة كانت تسمى أراكال بيفي. وتضمنت مملكة أراكال أكثر قليلا من مدينة كانّا نور وجنوب جزر لاكاديفي (جزيرة أغاتي، كافاراتي، أندروت وكلباني، فضلا عن ماليكو)، المؤجرة في الأصل من كولاتيري. يقال إن العائلة المالكة هي في الأصل فرع من فروع كولاتيري، المنحدرة من أميرة تلك العائلة التي اعتنقت الإسلام. لقد كانوا مدينين بالولاء لحكام كولاتيري، الذين كانوا وزراءهم في وقت واحد. اتبع الحكام نظام Marumakkathayam للميراث الأمومي، وهو نظام فريد من نوعه بالنسبة لقسم من الهندوس في ولاية كيرالا. تحت Marumakkathayam، ينتقل الخلافة إلى ذرية الذكور من أعضائها الإناث، وبعبارة أخرى من رجل إلى ابن أخته وهكذا دواليك. باعتبارهم الحكام المسلمين الوحيدون في مليبار، فقد رأوا ظهور حيدر علي كفرصة لزيادة قوتهم على حساب شيراكال، ودعوه لغزو مليبار. كان علي راجا كونهي أمسا الثاني وخلفه أراكال بيبي جونومابي الثاني من بين أقوى حلفاء حيدر علي وتيبو سلطان أثناء غزو ميسور لمليبار. [بحاجة لمصدر]

## أصول

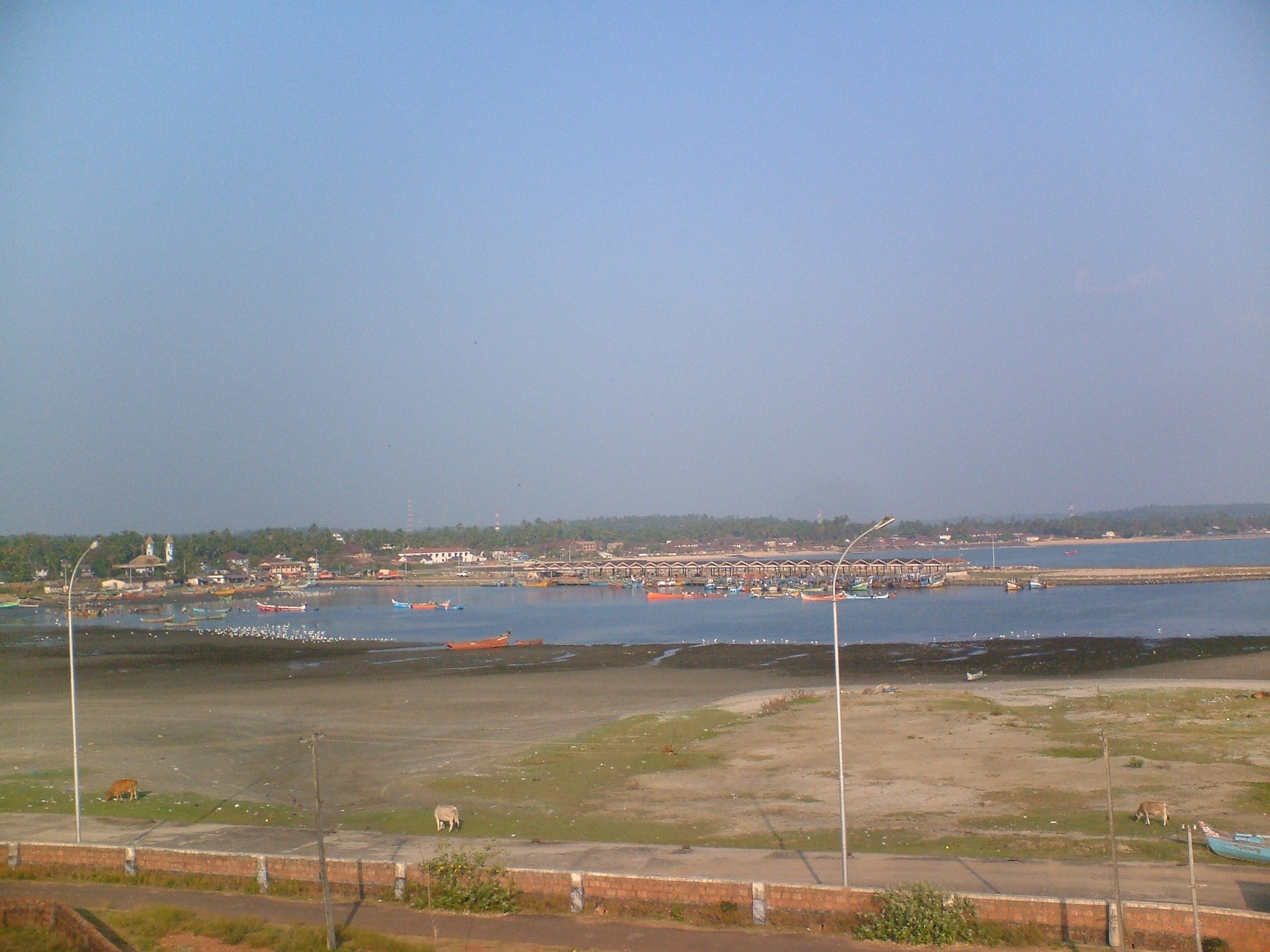
خليج مابيلا مع مملكة أراكال القديمة

حسب الأسطورة، فإن آخر حاكم لإمبراطورية شيرا، راما فارما كولاشيكارا بيرومال، قد تحول إلى الإسلام من قبل مالك بن دينار،  التابعي المسلم. بيروميل جنبا إلى جنب مع مالك بن دينار جاء من ماهوديابورام (اسم قديم ل كودونغالور عاصمة إمبراطورية تشيرا) لتاليساري، لزيارة شقيقة بيروميل وابن أخته المقيمين هناك. كانت شقيقة بيروميل «سيرديفي» وابن أخته «مابيلي» يقيمون في مكان يسمى دارمدام شمال تاليساري. آثار حصنهم تقع في محيط جوفت. كلية برينان، ثالاسيري. يُعتقد أن شيرامان بيرومال ذهب إلى مكة من مقاطعة سابقة تسمى بويا نادو (يحكمها حكام إقطاعيون يدعون راندوثارا آشنمار. تتكامل المنطقة مع إدكاد، أنجاراك كاندي، مافيلاي، إلخ) الآن في منطقة كانور. لا يتوفر دليل على وجوده وإسلام تشيرامان بيروميل. الأسطورة بأكملها ليس بها أي قابلية للتصديق والمنطق بوجود شخصية تشيرامان بيروميل عاش في وقت قريب من النبي محمد بينما عاش ابن أخته الذي أصبح علي راجا حوالي القرن الثامن عشر من زمن الزمورين وشركة الهند الشرقية البريطانية.
```
وفقًا للفولكلور، كان ابن أخت بيرومال مابيلي (محمد علي / علي راجا) من أراينكولانجارا ناير، وبالتالي تم اعتماد نظام ناير الأمومي في أسرة أراكال الملكية.
[
8
]
 كانت زوجته ابنة كولاتيري، وبعد ذلك أصبحوا معروفين باسم أراكال بيفي. استمر محمد علي في خدمة الكولاتيريين حتى بعد تحوله للإسلام، وكان خلفاؤه المعروفون باسم مامالي كيدافوس هم 
ورثة
 الكولاتيريين. في هذا الوقت تقريبًا، أصبحت العديد من العائلات التجارية المسلمة مؤثرة ماليًا في منطقة 
مليبار
. عندما تولت الأسرة أراكال السيطرة على 
لكشديب
، حققوا مكانة شبه ملكي. 
```

تقترح النظريات البديلة التي تنتقل عن طريق الفم أن عائلة أراكال تنحدر من محظية التجار العرب ذوي النفوذ الذين شغلوا مناصب النفوذ والسلطة في البلاط الملكي الكولاتيري.
كان الجيش البريطاني حريصًا جدًا على جعل دارمدام قاعدة لهم وبنوا حصنًا هناك. كانت هذه القرية الجزرية الصغيرة أكثر أمانًا من الناحية الإستراتيجية من أي الأماكن المحيطة بها لأنها جزيرة جبلية، إلا أنها كانت تحكمها مملكة أراكال، التي كانت أول بلدة لعلي راجا. كانت مملكة أراكال قوية في ذلك الوقت كحليف لسلطنة ميسور، حتى لتحدي البريطانيين. لم يسمح لشركة الهند الشرقية البريطانية من قبل مملكة أراكال ببناء حامية عسكرية في دارمادام. لذلك أجبروا على بناء قاعدتهم في ثالاسيري حيث كان هناك وجود قوي للقوات الفرنسية المتمركزة على بعد بضعة كيلومترات في ماهي.
.

## الموقع
يقع القصر على بعد ثلاثة كيلومترات من كانور، ولاية كيرالا، الهند، فيما يسمى الآن بلدة كانور. كانت عائلة أراكال هي العائلة الملكية المسلمة الوحيدة في كيرالا التي تسيطر على أجزاء من الساحل لكشديب.

## علي راجا وأراكال بيفيس

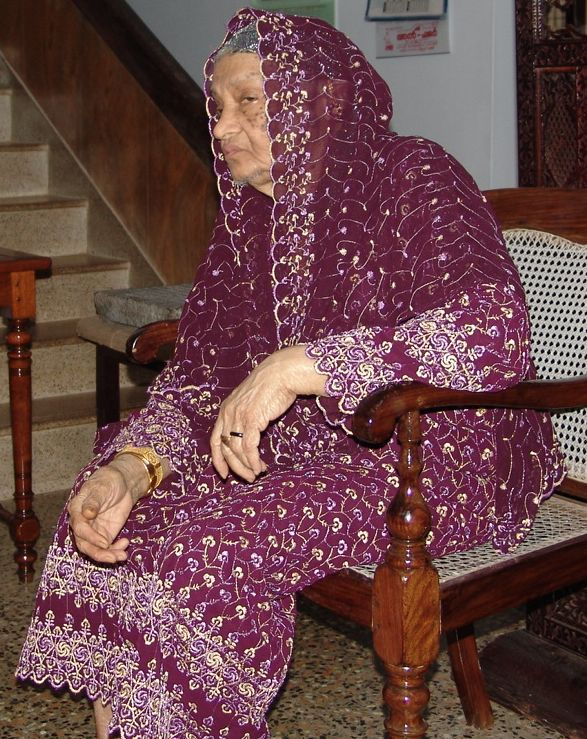
السلطانة عائشة أراكال بيفي.

اتبعت عائلة أراكال نظام النسب الأمومي: أصبح العضو الأكبر سنا في الأسرة، ذكرا كان أم أنثى، رأسها وحاكمها. في حين أن الحكام الذكور كانوا يدعون علي راجا، كان الحكام الإناث يعرفن باسم أراكال بيفيس.
كانت سلطانة عائشة العرجة حاكمة حتى وفاتها صباح يوم 27 سبتمبر 2006.
أديراجيا ماريوما، المعروف باسم شريا بيككونهو بيفي، أصبحت رئيسًا جديدًا لعائلة أراكال في 4 مايو 2019.

## التاريخ
يعتقد مسلمو كيرالا أن أصولهم يمكن أن تعود إلى القرن السابع الميلادي عندما نشأ الدين في الجزيرة العربية. يرتبط تاريخ المسلمين في ولاية كيرالا ارتباطًا وثيقًا بتاريخ المسلمين في جزر لكشديب القريبة. كانت مملكة كيرالا المسلمة الوحيدة من عائلة كانور في أراكال. غير أن المؤرخين يختلفون حول الفترة الزمنية لحكام أراكال. يرون ملوك أراكال وصلوا إلى السلطة في القرن السادس عشر أو السابع عشر.
بحلول عام 1909، فقد حكام أراكال كانور ومعسكر كانّا نور. بحلول عام 1911، كان هناك انخفاض آخر مع فقدان chenkol (صولجان) و udaval (السيف). لقد تحالفوا واشتبكوا مع البرتغاليين والهولنديين والفرنسيين والبريطانيين. لعب البريطانيون الجزء الأكبر في إزالة جميع آثار الألقاب والقوة من حكام أراكال. كان أحد الملوك الأخيرين، عبد الرحمن علي راجا (1881-1946)، نشطًا في مساعدة رعاياه. وكان الحاكم الأخير ماريوما بيفي ثانجال. بعد حكمها، إنفصلت الأسرة.

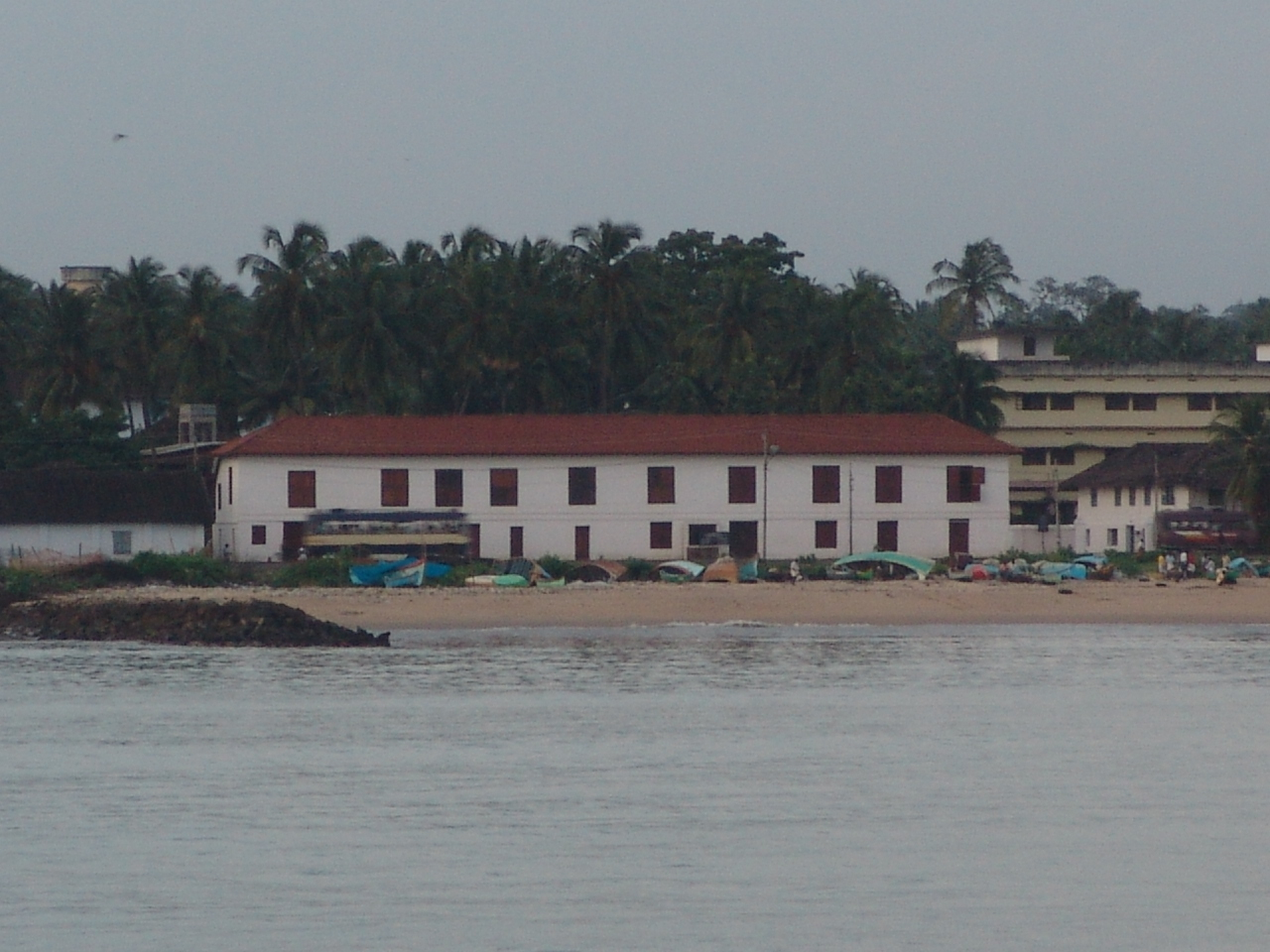
متحف أراكال

## سلالة أراكال

### الراجا والبيفيس
- علي راجا علي (1545-1591)
- علي راجا أبو بكر الأول (1591-1607)
- علي راجا أبو بكر الثاني (1607-1610)
- علي راجا محمد علي الأول (1610-1647)
- علي راجا محمد علي الثاني (1647-1655)
- علي راجا كمال (1655-1656)
- علي راجا محمد علي الثالث (1656-1691)
- علي راجا علي الثاني (1691-1704)
- علي راجا كونهي أمسا الأول (1704-1720)
- علي راجا محمد علي الرابع (1720-1728)
- علي راجا بيبي هرابيشي كادافوبي (1728-1732)
- علي راجا بيبي جونومابي الأول (1732-1745)
- علي راجا كونهي أمسا الثاني (1745-1777)
- علي راجا بيبي جونومابي الثاني (1777-1819)